# Karamiyya
Karamiyya ou Karramiyya (les karramites) est une secte islamique qui s'est épanouie dans le monde musulman central et oriental, notamment en Iran, entre le IXe et le XIIIe siècle.

## Biographie d'Ibn Karram
La secte est fondée par Abu Abd-Allah Muhammad ibn Karram (en) né vers 806 à Zarandj dans le Sistan, et mort en 869. Il vit sous la dynastie tahiride. Il étudie dans le Khorasan, auprès de Ahmad ibn Harb (en),, se rend en pèlerinage à la Mecque, puis retourne au Khorasan et prêche à Ghôr et au Gharjistan. Il vend tous ses biens et adopte un mode de vie ascétique. À son retour à Nishapur, il est arrêté par le gouverneur tahiride Muhammad (862-873), puis est libéré en 865 et se rend à Jérusalem où il meurt en janvier ou février 869. Selon d'autres sources, il aurait d'abord été expulsé de Jérusalem, avant que sa dépouille n'y soit ensuite transportée.
Sa doctrine est suivie par deux groupes, l'un à Nishapur, dirigé par Ibn Mahmashadh (m. 1030) et l'autre à Jérusalem, d'abord protégés par des émirs ghaznévides Subuktigîn et Mahmoud de Ghaznî. Les sultans ghorides Ghiyath ad-Dîn Muhammad (1163-1203) et Muhammad Ghûrî (1203-1206) sont des adeptes de la secte, mais plus tard optent pour l'Ash'arisme et le Chaféisme.

## Doctrine
Les karramites ont la réputation de fermer les yeux sur l'origine de hadiths douteux. Selon l'une de ces traditions, le Prophète avait explicitement annoncé la venue d'Ibn Karram.
Les karramites se caractérisent par un mode de vie ascétique poussé à l'extrême et ostensible. Ils se distinguent par le port d'un couvre-chef cylindrique. La visibilité de leur pratique éloigne d'eux les soufis, qui privilégient une ascèse privée et une dévotion plus intérieure.
La doctrine ne nous est connue que par ses adversaires, comme l'acharite al-Baghdadi et al-Ash'ari lui-même. Elle est littéraliste et anthropomorphiste. Elle interprète de façon littérale les parties du Coran qui font référence aux attributs anthropomorphiques. Elle considère Dieu comme une substance (jawhar), donc composé de matière. D'où le qualificatif de mujassima (corporéiste, de jism, corps) qui a été associé aux karramites. Le verset du Coran qui décrit Dieu établi sur son trône est accepté de manière littérale, de sorte que Dieu se trouve localisé. Cette opinion pourrait avoir été dictée par le souci de se distinguer des jahmites. Les karramites considèrent la parole de Dieu (kalam Allah) comme éternelle (qadim, sans commencement), tandis que son expression (qawl) est contingente. Al-Juwayni, dans son Kitab al-irshad précise que selon eux, la parole de Dieu exprimée est hadith (contingente), mais pas pour autant engendrée (muhdath). Le Coran est le discours de Dieu (sa parole extériorisée, qawl), non sa parole elle-même.
La doctrine karramite interdit de tuer les infidèles, déclare que  Muawiya et Ali pouvaient être imams en même temps. Ses disciples étaient célèbres pour être anti-rationalistes. La foi consiste pour lui dans le simple fait de prononcer la chahada (profession de foi musulmane). Cette profession de foi ne peut être rendue nulle ni par le péché ni par l'hypocrisie, mais seulement par l'apostasie. Ce point de vue a engendré des conflits avec les traditionnistes d'Herat, qui considèrent que la foi, qui dépend aussi des œuvres, est donc susceptible de degrés. Il lui a sans doute valu aussi l'hostilité des traditionnistes du Khorasan. Il avait une interprétation très souple de certains aspects du rituel : par exemple, il ne considérait pas les ablutions comme obligatoires avant la prière.
Après la mort d'Ibn Karram, ses disciples se sont divisés en plusieurs sectes.
Ils furent réfutés avec virulence par les savants du Sunnisme, notamment les hanbalites et les Ash'arites, qui qualifient les karramites de mujassimah (corporéistes ou corporalistes),. Mais leurs points de vue anthropomorphistes subsistèrent avec plus ou moins de ressemblance chez d'autres sectes postérieures telles que la Hashwiyyah, la Nusayriyyah et la Wahhabiyyah. Le géographe Al-Maqdisi considérait pourtant les karrimites comme orthodoxes et proches, quant au rituel, du madhhab hanéfite,. Ibn Karam a sans doute suivi les leçons d'un maître hanafite. Mais la plupart des hanéfites récusent le mouvement karramite, comme par exemple Abu Bakr Moḥammad b. Yamān Samarqandi dans son al-Radd ʿalā al-Karrāmiyaî (« Réfutation des karramites »). 

## Œuvres
Ibn Karram a écrit ʿAdhab al-kabr, un livre de théologie où il examine des questions eschatologiques. Nous ne connaissons ce texte que par des citations, en particulier d'al-Baghdadi. Il avait écrit aussi un Kitāb al-tawḥīd. Le seul ouvrage karramite conservé est un recueil de traditions mystiques attribuées par Louis Massignon à Abu Bakr Ibn Maḥmashādh. 

## Sources
A. Tritton, Muslim theology, Londres 1947
- (ca) Cet article est partiellement ou en totalité issu de l’article de Wikipédia en catalan intitulé « Karramiyya » (voir la liste des auteurs).